# South Wimbledon (London Underground)

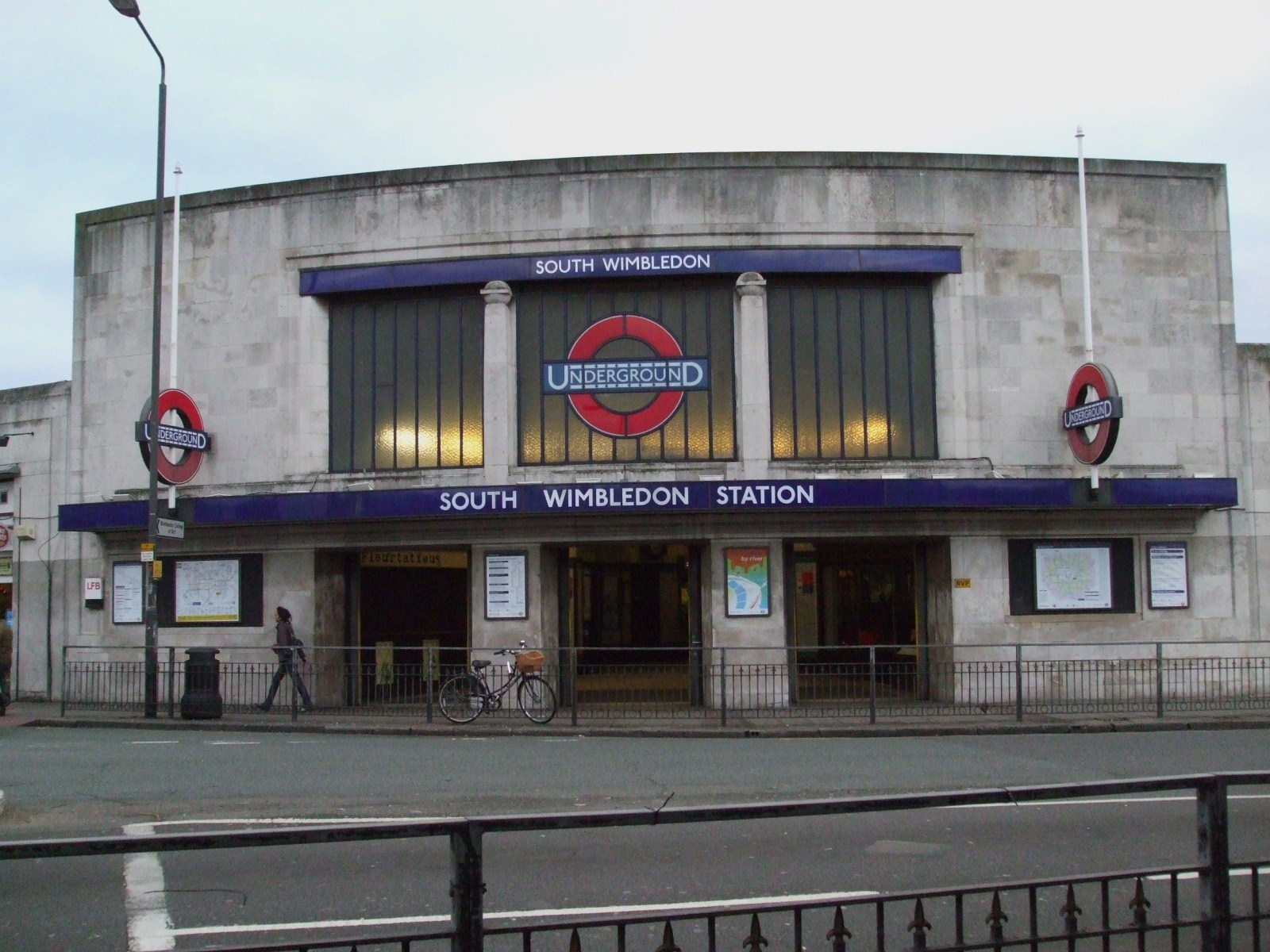
Stationsgebäude

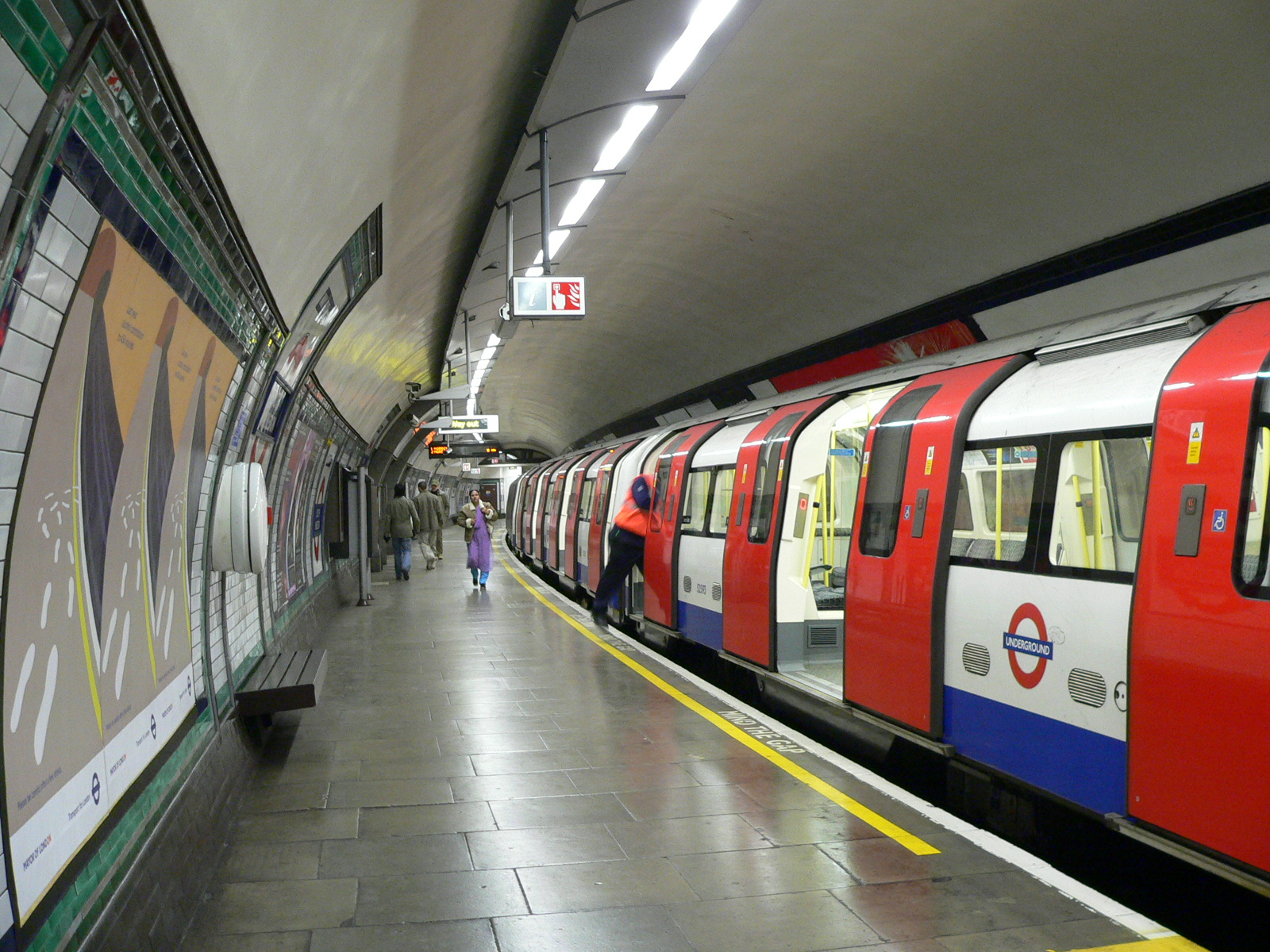
Bahnsteig mit Zug

South Wimbledon ist eine unterirdische Station der London Underground im Stadtbezirk London Borough of Merton. Sie befindet sich an der Grenze der Travelcard-Tarifzonen 3 und 4. Beim Stationsgebäude kreuzen sich die vier Hauptstraßen Merton High Street (im Osten), Merton Road (im Norden), Kingston Road (im Westen) und Morden Road (im Süden). Im Jahr 2013 nutzten 3,79 Millionen Fahrgäste diese von Zügen der Northern Line bediente Station.
Eröffnet wurde die Station am 13. September 1926 als Teil der Verlängerung von Clapham Common nach Morden. Sie liegt nicht im Stadtteil Wimbledon, sondern etwa einen Kilometer südöstlich davon. Bei der Stationseröffnung ging man davon aus, dass mit dem Namen Wimbledon ein höheres Sozialprestige verbunden sei als mit dem eigentlichen Standort Merton. Aus Gründen der geographischen Korrektheit wurden zu Beginn die Liniennetzpläne und das Stationsgebäude mit South Wimbledon (Merton) beschriftet. Der Klammerzusatz fiel jedoch mit der Zeit allmählich weg.
Die von Charles Holden entworfene Station ist ein symmetrisches Gebäude im modernistischen Stil aus Portland-Stein. Es umfasst eine hohe Schalterhalle mit drei Eingängen, die auf beiden Seiten von eingeschossigen Ladenflügeln flankiert wird. Seit 1987 steht das Gebäude unter Denkmalschutz (Grade II).